# 维德-新维德
维德-新维德在现在德国莱茵兰 - 普法尔茨州东北部，位于莱茵河畔东北，一个小国。在1806年并入了拿骚-魏尔堡侯国。在1912年维德王子威廉在列强的承认下登上阿尔巴尼亚大公之位。

## 维德-新维德侯爵(1698–1784)
- 弗里德里希·威廉(1698–1737)
- 约翰·弗里德里希·亚历山大 (1737–1784)

## 维德-新维德亲王(1784–1806)
- 约翰·弗里德里希·亚历山大 (1784–1791)
- 弗里德里希·查尔斯 (1791–1802)
- 约翰·奥古斯特 (1802–1806)

### 维德家族族长(1806-现今)
- 约翰·奥古斯特(1806–1836)
- 赫尔曼 (1836–1864)
- 威廉 (1864–1907)
- 弗里德里希 (1907–1945)
- 弗里德里希·威廉 (1945–2000)
- 卡尔 (2000–2015)
- 馬克西米利安 (2015–现今)